# Vonitra
Vonitra é um género botânico pertencente à família Arecaceae.